# Davilla macrocarpa
Davilla macrocarpa är en tvåhjärtbladig växtart som beskrevs av August Wilhelm Eichler. Davilla macrocarpa ingår i släktet Davilla, och familjen Dilleniaceae. Inga underarter finns listade i Catalogue of Life.